# Ján Jelenský
Ján Jelenský ist ein ehemaliger tschechoslowakischer Skispringer.
Jelenský bestritt 1980 und 1984 je ein Springen im Skisprung-Weltcup und kam dabei jeweils auf einen Punkterang. Seinen ersten Weltcup sprang er am 27. Januar 1980 und erreichte in Zakopane den 15. Platz und damit einen Weltcup-Punkt. Damit belegte er am Ende der Weltcup-Saison 1979/80 den 99. Platz, gemeinsam mit Sveinung Kirkelund, Rupert Gürtler, Thomas Prosser, Nirihiro Konno und Motoshi Iwasaki. Am 15. Januar 1984 sprang er beim Weltcup-Springen in seiner Heimat Liberec auf den 6. Platz und erreichte so zehn Weltcup-Punkte. Damit stand er am Ende der Weltcup-Saison 1983/84 auf dem 52. Platz in der Gesamtwertung, gemeinsam mit Thomas Klauser, Vidar Johansen, Matthias Buse, Christian Hauswirth, Paul Erat und Manfred Deckert.